# Dasyatis centroura
Il trigone spinoso o razza dalla coda spinosa (Dasyatis centroura) è una grande razza della famiglia Dasyatidae.

## Distribuzione e habitat
Questa specie è distribuita nei mari subtropicali e temperati di entrambe le sponde dell'Oceano Atlantico a nord fino al Portogallo, è presente anche nel mar Mediterraneo comprese le acque italiane, dove non è comune. Predilige i fondali sabbiosi e limosi della fascia costiera fino ad oltre 60 metri di profondità.

## Descrizione

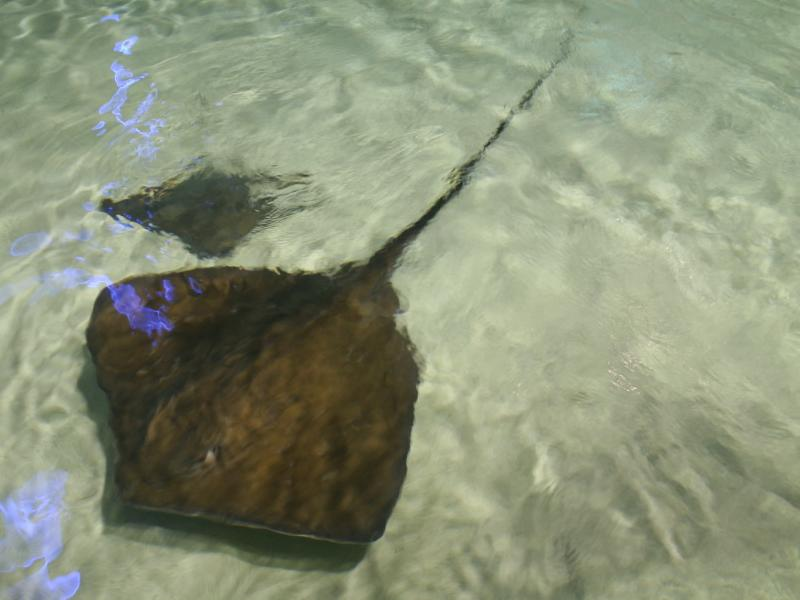
Un esemplare di Dasyatis centroura

Con una lunghezza che può raggiungere i 220 cm, questa pastinaca può essere scambiata a prima vista con la Dasyatis americana, dalla quale può venire distinta per la presenza di vari tubercoli spinosi sul dorso e lungo la coda. Il corpo è spesso e massiccio, con piccoli occhi seguiti da evidenti spiracoli. La robusta coda è dotata di uno o più aculei seghettati e veleniferi. La colorazione dorsale varia dal grigio-nero al brunastro, mentre quella ventrale è solitamente bianca.

## Alimentazione
Trascorre il tempo semisommersa nella sabbia cacciando all'agguato e si nutre principalmente di invertebrati bentonici e piccoli pesci.

## Riproduzione
È una specie ovovivipara.